# Juan Taleb
Juan Carlos Taleb (Córdoba, Argentina, 1 de abril de 1984) es un músico, cantante y compositor argentino, miembro de la agrupación de rock, cuarteto y ska Los Caligaris, desde su formación en 1997. Entre sus composiciones más exitosas se destacan "Razón" y "A vos".

## Biografía
Juan Carlos Taleb nació el 1 de abril de 1984 en Córdoba capital, provincia de Córdoba. Mientras cursa sus estudios secundarios conoce a varios de los que luego serían sus compañeros en Los Caligaris.
En 2002 la banda se hace conocida a nivel nacional gracias a su álbum debut "Yernos perfectos".
En 2005 son premiados por la Fundación Konex en la categoría Tropical /Cuarteto.
En 2007 visita por primera vez junto a su banda, México, país donde Los Caligaris se han popularizado.
En 2016 consigue junto a Los Caligaris cuatro nominaciones en los Premios Gardel, siendo ganadores en la categoría "Ingeniería de grabación" por su álbum Circología.
En el 2018 graba en vivo con La Mona Jimenez la canción "La pupera".
El 7 de abril de 2018 se presenta junto a su banda por primera vez en el prestigioso Auditorio Nacional de México.
En 2019 presenta con su banda el videoclip de la canción "Queda en esta noche", adelanto del próximo álbum de estudio, que cuenta con la participación de Andrés Ciro Martínez y de Franco Escamilla.

## Discografía
Álbumes editados en Argentina
- 2002 - Yernos Perfectos
- 2004 - Grasas Totales
- 2005 - Chanchos Amigos
- 2007 - No es lo que parece
- 2009 - Transpirando Alegría
- 2011 - Bailarín Apocalíptico
- 2015 - Circología
- 2019 - Salva
- 2023 - Muchas Noches, Buenas Gracias

Álbumes editados en México
- 2006 - Yernos Perfectos
- 2007 - Residencial América
- 2009 - Transpirando Alegría
- 2015 - Circología

Extended plays
- 2013 - Canciones para Armar
- 2017 - Canciones Felices

Discos en vivo
- 2010 - Vivo en Café Iguana
- 2016 - Somos Todos Vivos
- 2018 - 20 Años: El show más feliz del mundo

## Premios

### Premios Gardel[11]
| Año  | Trabajo nominado                       | Categoría                        | Resultado |
| ---- | -------------------------------------- | -------------------------------- | --------- |
| 2016 | «Circología»                           | Mejor Álbum Rock pop alternativo | Nominado  |
| 2016 | «Circología»                           | Producción del año               | Nominado  |
| 2016 | «Circología»                           | Mejor videoclip                  | Nominado  |
| 2016 | «Circología»                           | Ingeniería de Grabación          | Ganador   |
| 2019 | «20 años, el show más feliz del mundo» | Mejor Álbum Rock Alternativo     | Nominado  |